# Aidac Bihare
Aidac Bihare (Aidak Bihare, Aidabahare)  ist eine Aldeia des Sucos Camea (Verwaltungsamt Cristo Rei, Gemeinde Dili). 2015 zählte die Aldeia 1451 Einwohner.

## Lage und Einrichtungen
Aidac Bihare liegt auf einer Meereshöhe von 373 m, im Osten des Sucos Camea. Nordwestlich von Aidac Bihare liegt, jenseits der Rua Fatu-Ahi, die Aldeia Suco Laran, südwestlich befindet sich die Aldeia Buburlau und südlich die Aldeia Caisabe. Im Norden und Osten grenzt Aidac Bihare an den Suco Hera.
Der Ort Aidac Bihare befindet sich im Westen der Aldeia. Östlich davon befindet sich der Ort Susan und nordöstlich das Dorf Fatuahi. Die Grundschule Escola Primaria E.P. Aidac Bihare liegt an der Rua Fatu-Ahi im Norden.

## Geschichte
Ursprünglich bildete Fatuahi einen eigenständigen Suco.
Nach der Invasion Indonesiens in Dili am 7. Dezember 1975 flohen viele Bewohner Fatuahis nach Osten. Ab 1977 wurden evakuierte Zivilisten in neuen Dörfern um den Matebian nach ihrer Herkunft angesiedelt. Neben ehemaligen Bewohnern aus Fatuahi waren es auch Osttimoresen aus Benamauc, Camea (Gemeinde Dili), Tequinaumata, Samalari, Bole Ha (Suco Soba), Guruça, Afaçá und Namanei (Gemeinde Baucau). Am 25. November 1978 kapitulierten diese Widerstandsbasen. Die Gefangenen wurden in ein Transit camp interniert und nach FALINTIL-Kämpfern und Zivilisten getrennt. Viele verschwanden spurlos, die anderen wurden später auf größere Camps wie in Quelicai verlegt.
Bald nach der Unabhängigkeit Osttimors 2002 wurde Fatuahi an den Suco Camea angegliedert. Die Grundschule Aidac Bihare wurde bei den Unruhen in Osttimor 2006 zerstört und danach wieder aufgebaut.